# Kate Norby
Katherine Winifred Norby (Oak Park, 1 de agosto de 1976) es una actriz estadounidense de cine y televisión, reconocida por interpretar el papel de Wendy Banjo en la película de Rob Zombie The Devil's Rejects. Sus apariciones en televisión incluyen series como Mad Men,  Boston Public, Nip/Tuck y Swingtown.

## Filmografía

### Cine
| Año  | Título                 | Papel           | Notas |
| ---- | ---------------------- | --------------- | ----- |
| 2000 | Believe                | Margaret        | Corto |
| 2002 | Scared                 | Samantha Cheek  |       |
| 2003 | Manfast                | Kate            |       |
| 2004 | Blessing               | Becca           | Corto |
| 2005 | The Devil's Rejects    | Wendy Banjo     |       |
| 2014 | Sleeping with the Dead | Sam             | Corto |
| 2017 | Inheritance            | Katherine Morse |       |
| 2018 | Jane Love              | Jane Love       | Corto |
| 2019 | Tomorrow               | Heroine         | Corto |

### Televisión
| Año       | Título               | Papel                           | Notas                                      |
| --------- | -------------------- | ------------------------------- | ------------------------------------------ |
| 1999      | Third Watch          | Babe                            | "Hell Is What You Make of It"              |
| 1999      | Time of Your Life    | Peggy                           | "The Time Sarah Got Her Shih-Tzu Together" |
| 2000      | The Street           | Marcey                          | "Miracle on Wall Street"                   |
| 2001      | Hopewell             |                                 | Telefilme                                  |
| 2001      | Angel                | Elisabeth                       | "Heartthrob"                               |
| 2001      | Taking Back Our Town | Tammy                           | Telefilme                                  |
| 2002      | Crossing Jordan      | Kelly McDonald                  | "Secrets & Lies: Part 1"                   |
| 2002      | For the People       | Sharon Bryce                    | "The Double Standard"                      |
| 2002      | That Was Then        |                                 | "A Rock and a Head Case"                   |
| 2003      | Then Came Jones      | Lucy                            | Telefilme                                  |
| 2003–2004 | Boston Public        | Joannie Hanson                  | Rol recurrente                             |
| 2005      | Numb3rs              | Karen Silber                    | "Pilot"                                    |
| 2005      | Joan of Arcadia      | Dra. Jennifer Davis             | "Shadows and Light"                        |
| 2005      | CSI: Miami           | Julie Sullivan                  | "Game Over"                                |
| 2005      | The Closer           | Lindsey Hagan                   | "About Face"                               |
| 2005      | CSI: NY              | Monica Drake                    | "City of the Dolls"                        |
| 2006      | The Unit             | Pam                             | "Eating the Young"                         |
| 2006      | Bones                | Karen Tyler                     | "Mother and Child in the Bay"              |
| 2006      | Close to Home        | Donna Kale                      | "Deacon"                                   |
| 2007      | Cold Case            | Ginny Williams                  | "Blackout"                                 |
| 2007      | Lincoln Heights      | Karen Mulaney                   | "Spree"                                    |
| 2007      | NCIS                 | Diane Russio                    | "Dead Man Walking"                         |
| 2007      | Mad Men              | Carol McCardy                   | "Red in the Face", "Long Weekend"          |
| 2007      | Shark                | Diane Hadley                    | "Burning Sensation"                        |
| 2008      | Swingtown            | Gail Saxton                     | Recurring role                             |
| 2010      | Nip/Tuck             | Marcy Hamill / "Virginia Hayes" | "Virginia Hayes"                           |
| 2010      | Past Life            | Amanda Powell                   | "Pilot"                                    |
| 2009–2011 | Big Love             | Glory                           | Rol recurrente                             |
| 2011      | L.A. Noire           | Lorna Pattison (voz)            | Videojuego                                 |
| 2011      | The Mentalist        | Sally Carter                    | "Scarlet Ribbons"                          |
| 2014      | Stalker              | Vanessa Lewis                   | "Crazy for You"                            |